# Panompuan
Panompuan is een bestuurslaag in het regentschap Tapanuli Selatan van de provincie Noord-Sumatra, Indonesië. Panompuan telt 1596 inwoners (volkstelling 2010).